# Moschusente

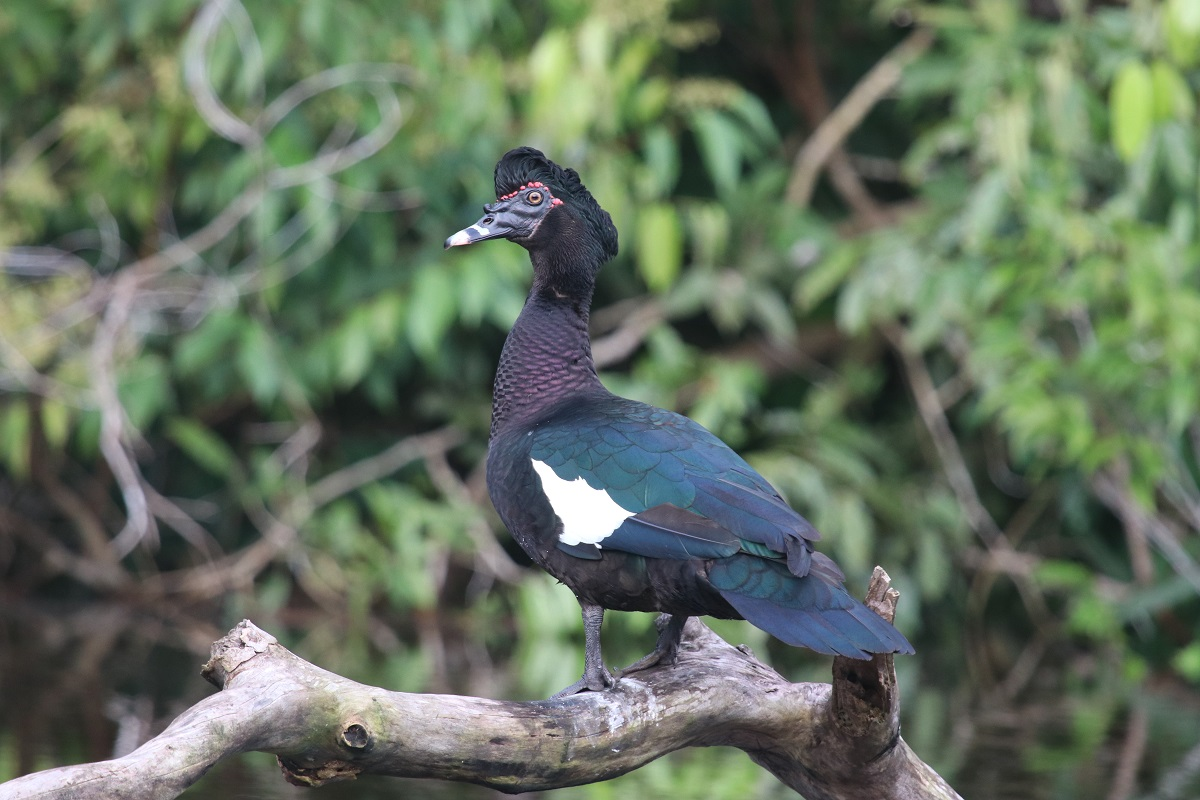
Wilder Moschuserpel in Brasilien

Ursprüngliches Verbreitungsgebiet
Eingeführte Populationen

Die Moschusente (Cairina moschata) ist eine große Entenart aus der Familie der Entenvögel, die in Nord-, Mittel- und Südamerika vom südlichen Texas bis ins nördliche Argentinien beheimatet ist. Sie ist die Wildform der domestizierten Warzenente und die einzige Art in der Gattung Cairina. Die Art gilt als monotypisch.

## Aussehen
Das charakteristische Merkmal ist das unbefiederte Gesicht mit der bei Erpeln deutlichen warzenähnlichen Bildung am Schnabelgrund. Am Kopf befindet sich eine niedrige aufstellbare Federhaube.
Während die wilde Moschusente schwarz mit farbigem Schimmer und teilweise weißen Flügeldecken ist, kommen bei den Haustieren sehr viele Farbvarianten vor. Der Schwanz ist breit und flach.

## Lebensweise
Moschusenten bewohnen bewaldete Gebiete mit Seen oder Flüssen. Sie ernähren sich von Pflanzen, die sie an Land oder gründelnd im Flachwasser aufnehmen. Aber auch kleine Wirbeltiere, Krebstiere, Insekten, Doppelfüßer, Termiten, Würmer und Kaulquappen werden aufgenommen. Moschusenten fressen vor allem nachts sowie in den Abend- und frühen Morgenstunden.
Moschusenten können bis zu drei Mal im Jahr brüten. Das Gelege besteht aus 8 bis 21 Eiern, die normalerweise in einer Baumhöhle abgelegt werden. Die Brutdauer beträgt bis zu 35 Tage. Die geschlüpften Küken sind wie alle Entenvögel Nestflüchter. Sie verlassen das Nest unmittelbar nach dem Schlupf mit einem Sprung in die Tiefe.

## Etymologie und Forschungsgeschichte
Die Erstbeschreibung der Moschusente erfolgte 1758 durch Carl von Linné unter dem wissenschaftlichen Namen Anas moschata. Als Verbreitungsgebiet gab er irrtümlich Indien an. 1822 führte John Fleming die für die Wissenschaft neue Gattung Cairina für die Moschusente ein. Dieser Begriff steht für Kairo vom Synonym Anas cairina bzw. Kairoente, ein Begriff den Ulisse Aldrovandi 1599 fälschlicherweise verwendete. Der Artname moschata hat seinen Ursprung in lateinisch moschatus, muscus ‚moschusartig, Moschus‘. Alfred Laubmann folgerte aus einem in Puerto Casado von Michael Mathias Kiefer gesammelten Balg, dass die Art gesichert in Paraguay verbreitet ist.

## Haltung und Zucht

### Ursprünge
Die Moschusente wurde bereits in präkolumbianischer Zeit seit Jahrhunderten von Menschen gehalten. Im Jahre 1514 brachten spanische Schiffe diese Entenart das erste Mal nach Europa. Von da aus erfolgte eine rasche Verbreitung nach Afrika, Madagaskar und dem tropischen Asien. Carl von Linné beispielsweise nutzte eine Beschreibung aus Indien zur Einordnung dieser Art. Die Gattungsbezeichnung deutet auf die Stadt Kairo hin.
Die Wildform wurde wissenschaftlich erstmals 1902 beschrieben.

### Die Warzenente als Haustierform der Moschusente

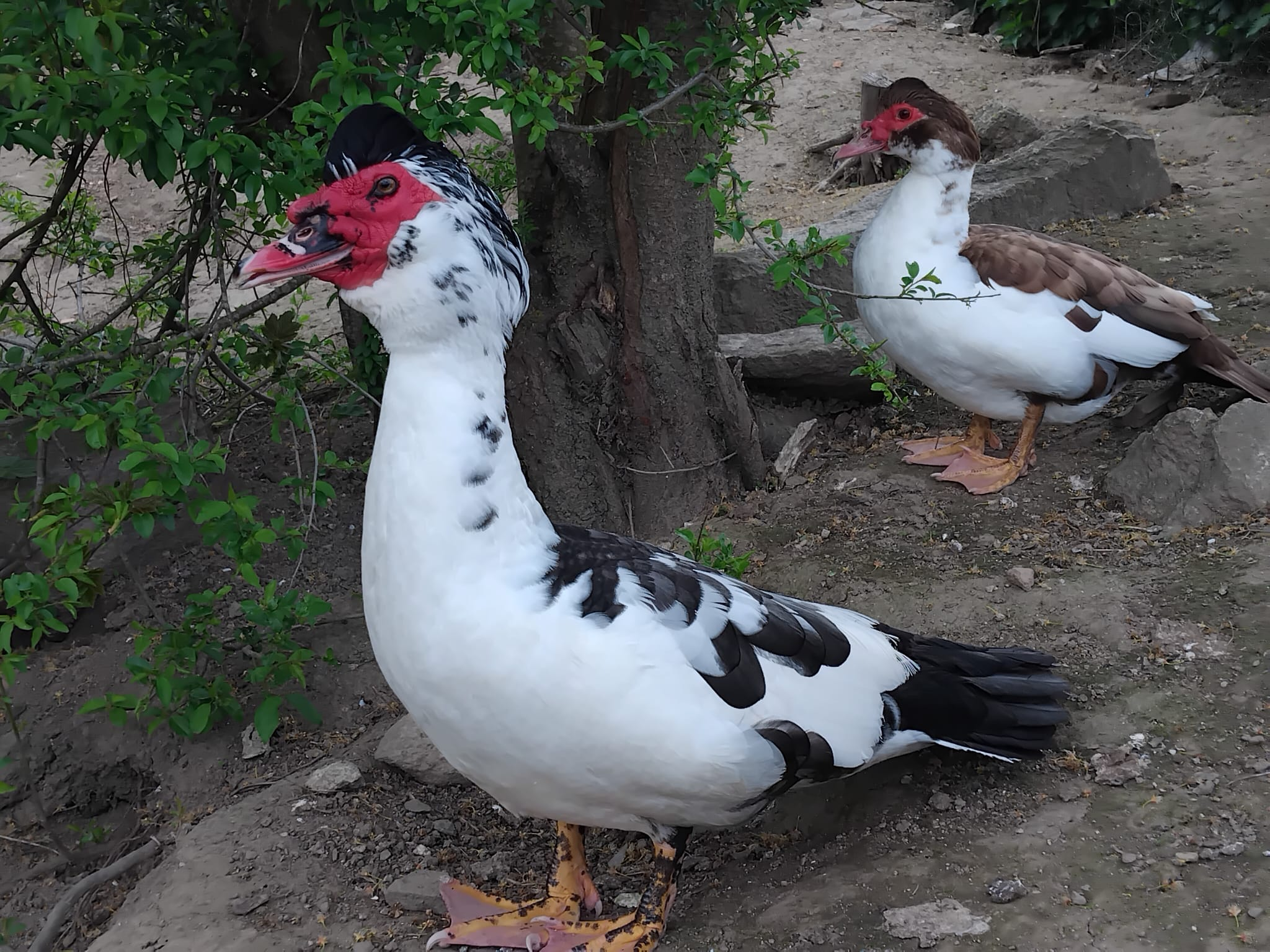
Ein Warzenenten-Paar

Die Warzenente, auch als Stumm-, Flug-, Türken- oder Barbarie-Ente (franz. canard de Barbarie) bezeichnet, ist die Haustierform der Moschusente.
Warzenenten gibt es in verschiedenen Farbvarianten. Das Gefieder der Tiere reicht von hellen Tönen (weiß, grau) bis zu dunklen (blau, braun, schwarz bzw. wildfarbig). Neben den einfarbigen Warzenenten existieren noch gescheckte Enten (z. B. schwarz-weiß, braun-weiß, blau-weiß). Wegen dieser Farbenpracht werden Warzenenten nicht nur zu wirtschaftlichen Zwecken, sondern auch als Ziervögel gehalten.
Der Geschlechtsdimorphismus ist bei der Warzenente ausgeprägter als bei der Wildform: Viermonatige Weibchen wiegen etwa 2 kg, viermonatige Erpel dagegen 3 bis 4 kg; ausgewachsene Tiere erreichen Körpermassen bis 5 kg (Weibchen) bzw. 7 kg (Erpel). Ihren Namen verdankt die Warzenente einem mehrteiligen Höcker an der Schnabelwurzel.
Als „Flugente“ werden neben der domestizierten Moschusente auch Kreuzungen mit der Pekingente angeboten, so genannte „Mularden“ (französisch mulard), die allerdings wirtschaftlich betrachtet nur als Masttiere verwendet werden können, da diese Hybriden meistens unfruchtbar sind.